# Boleaciv, Brusîliv
Boleaciv (în ucraineană Болячів) este un sat în comuna Vodotîii din raionul Brusîliv, regiunea Jîtomîr, Ucraina.

## Demografie
Componența lingvistică a localității Boleaciv
     Ucraineană (98,22%)
     Rusă (1,18%)
     Alte limbi (0,59%)
Conform recensământului din 2001, majoritatea populației localității Boleaciv era vorbitoare de ucraineană (98,22%), existând în minoritate și vorbitori de rusă (1,18%).